# Avoine (Indre-et-Loire)
Avoine is een gemeente in het Franse departement Indre-et-Loire (regio Centre-Val de Loire). De plaats maakt deel uit van het arrondissement Chinon. Avoine telde op 1 januari 2022 1.994 inwoners. De Kerncentrale Chinon ligt op het grondgebied van de gemeente Avoine.

## Geografie
De oppervlakte van Avoine bedroeg op 1 januari 2022 12,58 vierkante kilometer; de bevolkingsdichtheid was toen 158,5 inwoners per km².
De Indre mondt uit in de Loire in Avoine.

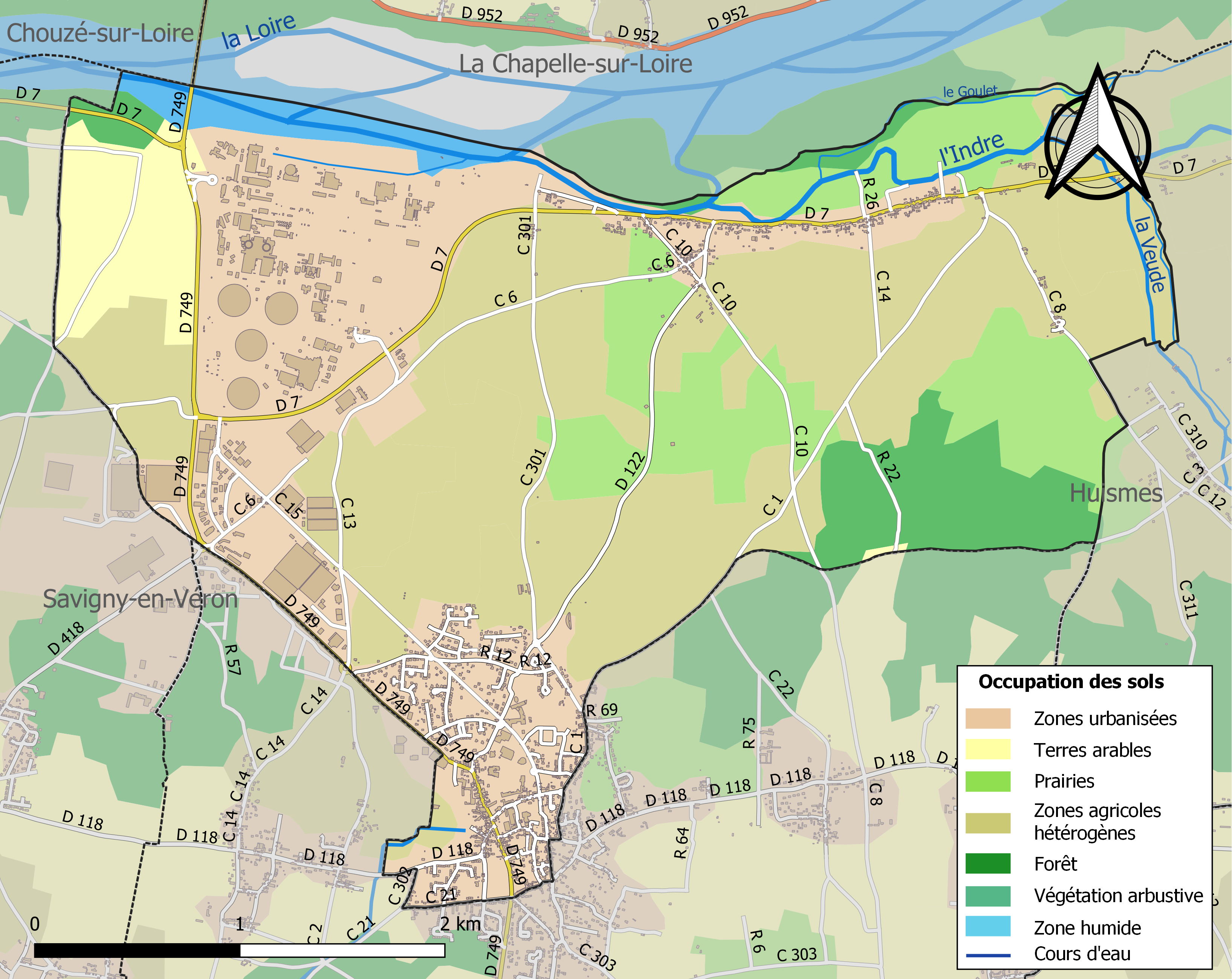
Kaart van de gemeente met de belangrijkste infrastructuur, en omliggende gemeenten

## Demografie
Onderstaande figuur toont het verloop van het inwonertal (bron: INSEE-tellingen).